# Droga wojewódzka nr 354
Droga wojewódzka nr 354 (DW354) – droga wojewódzka w województwie dolnośląskim łącząca DW352 w Zatoniu z Sieniawką i Federalną Republiką Niemiec. Przebiega w całości przez powiat zgorzelecki.

## Historia numeracji
Na przestrzeni lat trasa posiadała różne oznaczenia i klasyfikacje:

| Numer | Kategoria                                                    | Przebieg                                      | Lata obowiązywania | Źródło | Uwagi |
| ----- | ------------------------------------------------------------ | --------------------------------------------- | ------------------ | --- | --- |
| ?     | droga lokalna                                                | granica państwa – Sieniawka – Kolonia Zatonie | ? – lata 70.       | Atlas samochodowy Polski 1:500 000. Wyd. IV. Warszawa: Państwowe Przedsiębiorstwo Wydawnictw Kartograficznych, 1965. Brak numerów stron w książce | • nieznana numeracja • kategoria na podstawie materiału źródłowego                                                                         |
| 62    | droga państwowa                                              | granica państwa – Sieniawka – Kolonia Zatonie | lata 70. – 1985    | - Mapa samochodowa Polski 1:1 000 , wyd. trzecie, Warszawa: Państwowe Przedsiębiorstwo Wydawnictw Kartograficznych, 1975. Brak numerów stron w książce - Samochodowy atlas Polski 1:500 000. Wyd. V. Warszawa: Państwowe Przedsiębiorstwo Wydawnictw Kartograficznych, 1979. ISBN 83-7000-017-7. Brak numerów stron w książce - Reiseatlas DDR mit ČSSR, Polen, UDSSR, Ungarn, Rumänien, Bulgarien. Wyd. 9. Berlin/Leipzig: VEB Tourist Verlag, 1977, s. 43, 49. - Samochodowy atlas Polski 1:500 000. Wyd. IX. Warszawa: Państwowe Przedsiębiorstwo Wydawnictw Kartograficznych, 1985. Brak numerów stron w książce | przejście graniczne uruchomiono w latach 70.                                                                                               |
| 354   | droga krajowa (do 1998/1999) droga wojewódzka (od 1998/1999) | Bogatynia – Sieniawka – granica państwa       | od 1985            | - Uchwała nr 192 Rady Ministrów z dnia 2 grudnia 1985 roku w sprawie zaliczenia dróg do kategorii dróg krajowych (M.P. z 1986 r. nr 3, poz. 16) - Polska: Atlas samochodowy 1:300 000. Wyd. pierwsze. Warszawa: Polskie Przedsiębiorstwo Wydawnictw Kartograficznych, 1992. ISBN 83-7000-080-0. Brak numerów stron w książce - Polska: Mapa samochodowa 1:700 000, wyd. 1, Szczecin: Wydawnictwo Kartograficzne KOMPAS, 1996–1997, ISBN 83-904373-2-5. Brak numerów stron w książce - Polska: Mapa samochodowa 1:700 000, wyd. II Zmienione i poprawione, Szczecin: Wydawnictwo Kartograficzne KOMPAS, 1997–1998, ISBN 83-904373-3-3. Brak numerów stron w książce - Rozporządzenie Rady Ministrów z dnia 15 grudnia 1998 r. w sprawie ustalenia wykazu dróg krajowych i wojewódzkich (Dz.U. z 1998 r. nr 160, poz. 1071) - Atlas samochodowy Polski 1:200 000 dla profesjonalistów. Wyd. IX. Warszawa: Dom Wydawniczy PWN, 2017. ISBN 978-83-7705-978-4. Brak numerów stron w książce | dawniej dozwolony ruch ciężki – dopuszczalny ruch o nacisku osi pojedynczej do 10 ton, obecnie obowiązują ograniczenia dla ruchu ciężkiego |

## Dopuszczalny nacisk na oś
Na całej długości drogi dopuszczalny jest ruch pojazdów o nacisku pojedynczej osi do 8 ton.

## Miejscowości leżące przy trasie DW354
- Zatonie (DW352)
- Sieniawka